# Arun Malhotra
Arun Malhotra (* 26. Januar 1983 in Jammu) ist ein ehemaliger indischer Fußballspieler. Der Verteidiger war  indischer Nationalspieler.
Er war 1999/2000 bei Jammu & Kashmir Bank. Im nächsten Jahr wechselte er zu Air India Mumbai in die National Football League und 2001 zu Bhratri Sangha Kolkata. Ab 2002 spielte er beim East Bengal Club, der 2003 Indischer Meister wurde. Von 2003 bis 2005 stand er bei Mahindra United unter Vertrag und gewann mit dem Klub den Indischen Pokal. Dann ging er wieder zum East Bengal Club und schließlich zu ONGC Mumbai.
Malhotra absolvierte 2002/03 zwei Länderspiele und gehörte zum Kader für die Asienspiele 2002. Nach einem positiven Dopingtest wurde er aber kurzfristig gestrichen und für 60 Tage gesperrt.